# Limopsis kurilensis
Limopsis kurilensis is een tweekleppigensoort uit de familie van de Limopsidae. De wetenschappelijke naam van de soort is voor het eerst geldig gepubliceerd in 1981 door Scarlato.